# Bernd Janusch
Bernd Janusch, född 6 december 1943 i Graz i Österrike, är en österrikisk-svensk arkitekt, silversmed och tidigare kulturchef i Mora kommun.
Janusch kom från Wien till Sverige på 1960-talet och är utbildad arkitekt. Han träffade silversmeden Rosa Taikon som lärde upp honom i silversmidets konst. De arbetade tillsammans och hade en gemensam ateljé i Flor vid Ytterhogdal i Hälsingland. Han hade sin första utställning 1968 på Nordiska Kompaniet, NK, i Stockholm och därefter på en lång rad gallerier och museer.
I Sverige finns han representerad på museer som Nationalmuseum i Stockholm, Röhsska museet i Göteborg, Malmö Konstmuseum, Eskilstuna konstmuseum, Sundsvalls museum, Hälsinglands museum, Hudiksvall, Dalarnas museum i Falun, Värmlands museum i Karlstad, Örebro läns museum, Jämtlands länsmuseum i Östersund och Östergötlands länsmuseum i Linköping. Hans verk finns också i Bollmoradalens kyrka, Tyresö, Svärdsjö kyrka , Tännäs kyrka , Kristine kyrka Falun. I Norge finns han representerad på Kunstindustrimuseum i Bergen, Kunstindustrimuseum i Oslo och Kunstindustrimuseum i Trondheim.
Han var under tio år kulturchef i Mora kommun. Numera bor han och har ateljé vid Orsasjön utanför Mora.
Åren 1967–1987 var han gift med Rosa Taikon (1926-2017) och 1988 med Inger Mattsson (1950–2010).
Sedan 2018 gift med Jane af Sandeberg.